# Yuzhni (Otrádnaya)
Yuzhni (del ruso: Южный) es un posiólok del raión de Otrádnaya del krai de Krasnodar, en Rusia. Está situado en una meseta al este del valle del río Urup, afluente del Kubán, junto a la frontera de la república de Karacháyevo-Cherkesia, 6 km al nordeste de Otrádnaya y 216 km al sureste de Krasnodar, la capital del krai. Tenía 354 habitantes en 2010.
Pertenece al municipio Blagodárnenskoye.

## Historia
La localidad fue fundada en 1931.